# Гузеєво
Гузе́єво (рос. Гузеево) — присілок у складі Тавдинського міського округу Свердловської області.
Населення — 115 осіб (2010, 165 у 2002).
Національний склад населення станом на 2002 рік: росіяни — 97 %.